# معركة القصرين
معركة القصرين هي مرحلة من الحرب العالمية الثانية في شمال أفريقيا وتندرج ضمن حملة تونس في فيفري 1943. هي مجموعة من المعارك التي شهدتها مدينة القصرين ومدن حولها. وجمعت بين دول المحور بقيادة إرفين رومل وقوات الحلفاء بقيادة لويد فردندال.
كانت معركة هامة في تاريخ الحرب العالمية الثانية، حيث توجهت الجيوش الأمريكية والألمانية النازية. وتكبدت فيها الجيوش الأمريكية هزيمة ثقيلة جعلت تتراجع عن مواقعها بأكثر من 80 كيلومتر غرب فائض، في أولى أيام المعركة. رغم الهزائم المبكرة، عادت الجيوش الأمريكية مدعومة بقوات الاحتياط البريطانية للتمكن من هزم دول المحور.

## الوضع العام

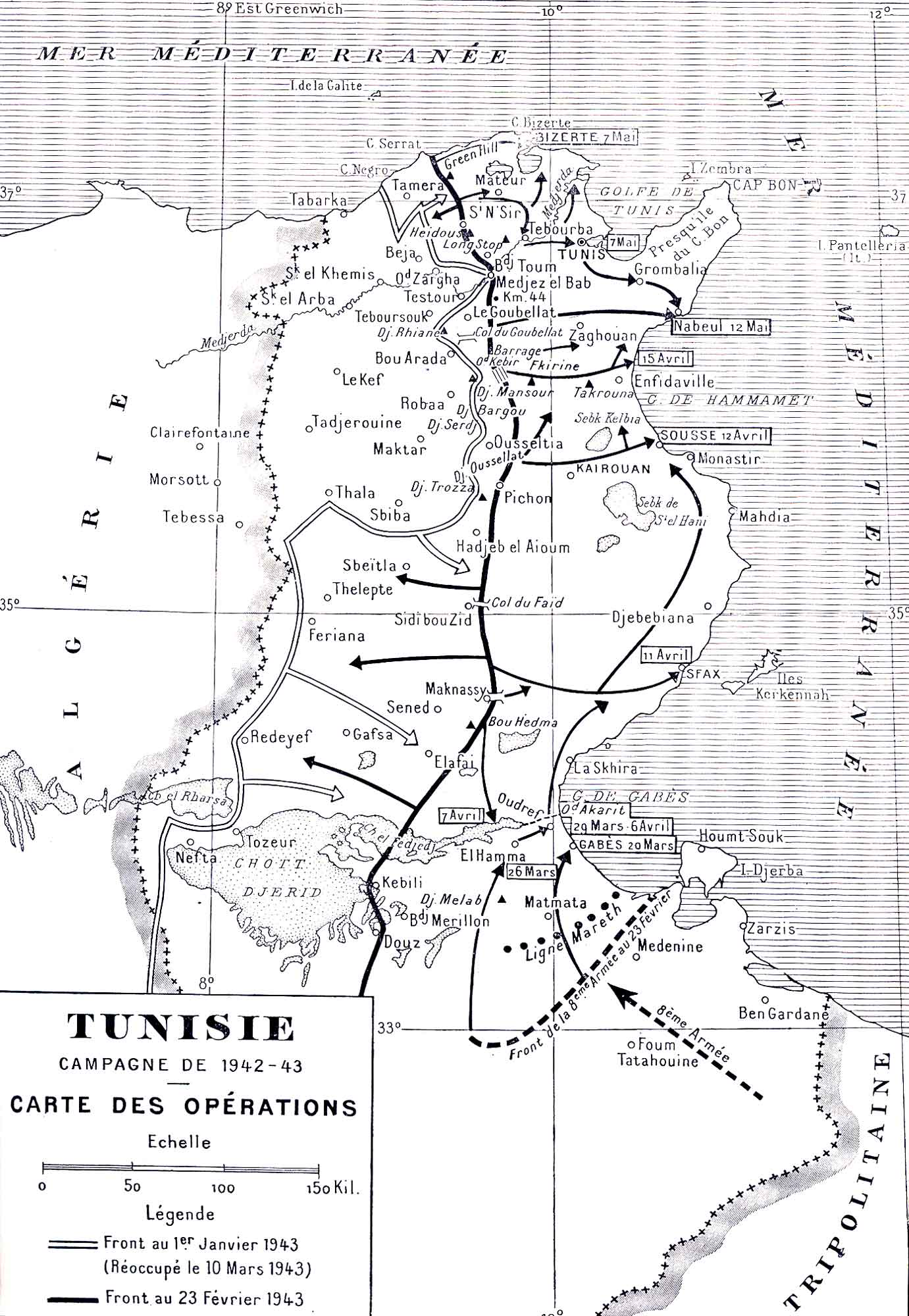
خريطة حملة تونس 1942-1943.

لم تكن تونس مسرحا مخطط له بعد الإنزال للجيوش الأمريكية-الإنجليزية في المغرب والجزائر، في 8 نوفمبر 1942 في إطار عملية الشعلة. وقع هذا الإنزال بعد أيام فقط من الاختراق الذي حققه الجيش الثامن البريطاني بقيادة برنارد مونتغمري في معركة العلمين الثانية في مصر، في 4 نوفمبر 1942. ردًّا على ذلك قرر هتلر وقادة ألمان وإيطاليين إرسال جيوش إيطالية وألمانية عبر صقلية لاحتلال تونس. إحدى أسهل المناطق احتلالها في شمال أفريقيا حيث تبعد يوما فقط من السفر بحرًا. مما يجعل اعتراض السفن صعبًا بحرًا وجوًّا أيضًا نظرًا لوجود أقرب قاعدة جوية من تونس للحلفاء في مالطا، على بعد قرابة 320 كم.

## مواضيع ذات صلة
- معركة سجنان
- ولاية القصرين
- معركة سيدي بوزيد